# Nord og Syd (forsikringsselskab)
 For alternative betydninger, se Nord og Syd. (Se også artikler, som begynder med Nord og Syd)
A/S Forsikringsselskabet "Nord og Syd" var et dansk forsikringsselskab i København, stiftet 1915. I 1963 fusionerede det med Kgl. Brand.
I tidsrummet 1942 til 1956 lagde forsikringsvirksomheden beslag på hele Dehns Palæ i Bredgade.